# فرودگاه استرلینگ
فرودگاه استرلینگ (به انگلیسی: Sterling Airport) یک فرودگاه همگانی با کد یاتا 3B3 است که یک باند فرود آسفالت دارد و طول باند آن ۹۴۱ متر است. این فرودگاه در کشور ایالات متحده آمریکا قرار دارد و در ارتفاع ۱۴۰ متری از سطح دریا واقع شده است.